# 7384-es mellékút (Magyarország)
A 7384-es számú mellékút egy rövid, alig két és fél kilométer hosszú, ennek ellenére négy számjegyű, országos közútnak minősülő útszakasz Zala vármegye és Vas vármegye határvidékén.

## Nyomvonala
A 7361-es útból ágazik ki, annak 5,800-as kilométerszelvényénél, Bérbaltavár területén. Északkelet felé indul, települési neve nincs is; gyakorlatilag egyből kilép a község házai közül. Alig 500 méter után már a Vas vármegyei Mikosszéplak területén jár; a községbe érve fokozatosan egészen északi irányba fordul. 2. kilométerénél éri el ez utóbbi település belterületét, ahol a Dózsa György utca nevet viseli. Nem sokkal ezután a 7359-es útba torkollva ér véget, annak 9,600-as kilométerszelvényénél.
Teljes hossza, az országos közutak térképes nyilvántartását szolgáló kira.gov.hu adatbázisa szerint 2,349 kilométer.